# Попівка (притока Случі)
Попі́вка (вимоваⓘ) — річка в Україні, яка протікає територією Хмільницького району Вінницької області (витоки), Житомирського району Житомирської області та Хмельницького району Хмельницької області. Права притока Случі (басейн Прип'яті).

## Опис
Довжина 27 км, площа басейну 141 км². Долина коритоподібна, завширшки до 1,5 км, завглибшки до 20 м. Заплава завширшки до 100 м. Річище звивисте, його ширина до 5 м, глибина до 0,5 м. Похил річки 1,3 м/км. На річці є ставки.

## Розташування
Попівка бере початок із заболоченої долини на південь від села Володимирівка. Тече переважно на північний захід. Впадає до Случі на північ від села Махаринців.
Найбільша притока: Кудіна (права).